# Orizatlán
Orizatlán è un comune del Messico, situato nello stato di Hidalgo.